# Точка Наґеля

Точка Наґеля N трикутника (чорного кольору).

То́чка На́ґеля — точка, яку можна визначити для будь-якого трикутника наступним чином. Нехай маємо деякий трикутник ABC, позначимо точки TA, TB, і TС як точки в яких зовнівписані кола дотикаються до трикутника. Прямі ATA, BTB, CTC конкурентні в точці Наґеля N трикутника ABC. Точка Наґеля названа на честь Христіана Генріха фон Наґеля, німецького математика дев’ятнадцятого століття.
Інший спосіб побудови точки TA — відкласти з точки А по сторонам трикутника півпериметр і так само для точок TB і TC. Через такий спосіб побудови точку Наґеля ще також іноді називають точкою півпериметру.